# Ancylodactylus kituiensis
Ancylodactylus kituiensis — вид геконоподібних ящірок родини геконових (Gekkonidae). Ендемік Кенії. Описаний у 2022 році.

## Поширення і екологія
Ancylodactylus kituiensis відомі з типової місцевості, розташованої серед пагорбів Мута в окрузі Кітуї, на висоті 1300 м над рівнем моря.